# 所木車站
34°48′36.3″N 132°45′3.1″E / 34.810083°N 132.750861°E
所木車站（日语：／ Tokorogi eki */?），是西日本旅客鐵道（JR西日本）三江線的鐵路車站，位於廣島縣安藝高田市高宮町船木上所木。
三江線活化協議會將此站暱稱取為「玉藻之前」（玉藻の前），命名自島根縣西部與廣島縣西北部流傳的傳統神樂——石見神樂。站名與當地地名「所木」原自日語發音相近的「野老」，即薯蕷科薯蕷屬的多年生草本植物「山萆蕷」（Dioscorea tokoro）。

## 歷史
- 1956年（昭和30年）7月10日 - 隨著三江南線船佐車站至式敷車站間路段通車，與相鄰的信木車站同時開始營運。
- 1975年（昭和50年）8月31日 - 三江線全線通車，成為三江線的車站。
- 1987年（昭和62年）4月1日 - 隨著國鐵分割民營化，成為西日本旅客鐵道所管轄的車站。
- 2018年4月1日 - 因三江線全線停駛廢線，隨之停止營運而廢站。

## 車站構造
此站為地面車站，沒有站房，往三次車站方向的右側設有一股軌道與緊鄰鐵路平交道的側式月台一座，月台上設有候車室。沒有設置自動售票機等設備。

## 使用狀況
每日平均乘客人數如下：
- 2002年（平成14年） - 3人
- 2005年（平成17年） - 1人[3]
- 2006年（平成18年） - 1人[3]
- 2007年（平成19年） - 1人[3]
- 2014年（平成26年） - 1人[4]
- 2015年（平成27年） - 2人[5]

## 相鄰車站
西日本旅客鐵道（JR西日本）
 三江線
信木－所木－船佐

## 外部連結
- （日語）所木駅（JR西日本） （页面存档备份，存于）
- （日語）ぶらり三江線WEB：所木 - 三江線改良利用促進期成同盟会・三江線活性化協議会。